# 25-я отдельная береговая ракетная бригада
25-я отдельная береговая ракетная бригада — формирование в составе Береговых войск Балтийского флота Вооружённых Сил Российской Федерации.
Постоянным местом дислокации бригады является поселок Донское в Калининградской области, рядом с одноименной вертолетной авиабазой.

## Общие сведения
Бригада выполняет задачи, связанные с защитой берегов Калининградской области.
На вооружении бригады находились БРК «Редут», впоследствии на вооружение поступили и Береговые ракетные комплексы «Бал»
с «Бастионом». БРК «Бал», «Бастион», «Редут» 25-й бригады не раз демострировались во время военных парадов на 9 мая в Калининграде.
В 2017 году бригада участвовала в учениях «Запад-2017». Бригада производила пуски противокорабельными ракетами 3М24 из самоходной пусковой установки 3С60 противокорабельного подвижного берегового ракетного комплекса 3К60 «Бал».